# High Ackworth
High Ackworth – osada w Anglii, w hrabstwie West Yorkshire, w dystrykcie Wakefield. Leży 11,7 km od miasta Wakefield, 20,9 km od miasta Leeds i 252,9 km od Londynu. W 2016 miejscowość liczyła 682 mieszkańców.